# Альпийский тарт
Альпийский тарт (фр. Tarte des Alpes) — французская выпечка, которую готовят в основном в Южных Альпах. Тарт наполнен джемом и покрыт решетчатыми узорами из теста. Изготавливается вручную кондитерами в Верхних Альпах и Альпах Верхнего Прованса или промышленным способом некоторыми производителями. Его преимущество в том, что этот тарт может храниться месяцами, не теряя вкуса.

## Происхождение и история

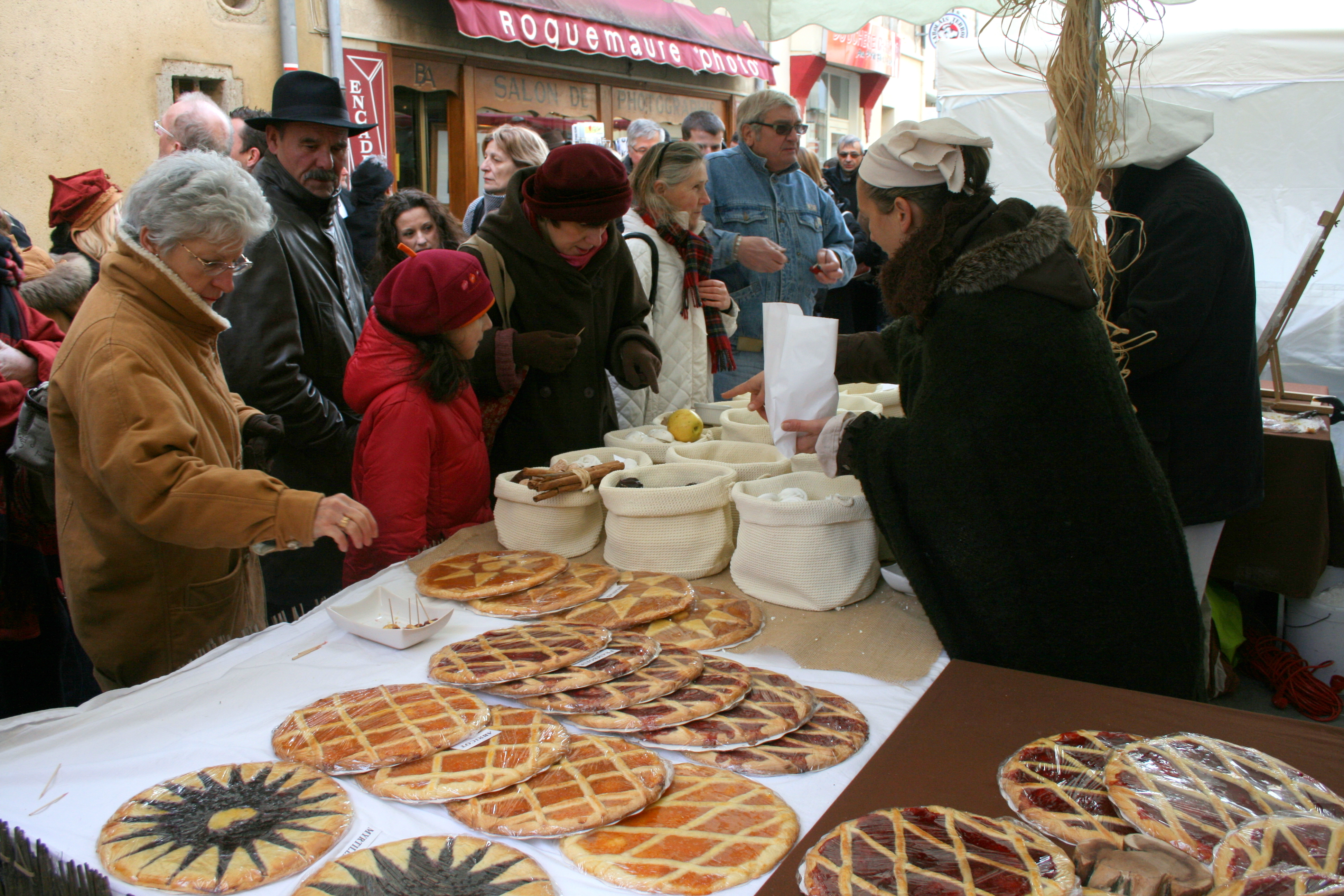
Альпийские тарты ко Дню святого Валентина в Рокеморе

«Tarte des Alpes» — фирменное блюдо долины Вальгодемар, где его называют «тартом долины» или «деревенским тартом». Почти идентичную версию можно найти в Шампсоре или в регионах Кейрас, где его называют «Кейрасский тарт» .
Первоначально его готовили зимой, используя летние фруктовые джемы. Для пирога использовалась кремовая сливовая начинка с добавлением малинового или черничного джема. Сегодня этот пирог, украшенный полосками теста, является одним из символов региональной гастрономии Южных Альп.

## Ингредиенты
Альпийский тарт готовится из сладкого песочного теста и джема. Со временем джемы или желе, которыми наполняют пирог, стали разнообразнее, и теперь существует множество фруктовых вкусов. Основными из них являются черника, малина, абрикос, чернослив, клубника, инжир, лимонный крем, вишня и лесные ягоды.

## Приготовление
Тесто готовится из муки, масла, сахарной пудры, яиц, соли и дрожжей. Выбор джема или желе — дело вкуса; обычно добавляют немного пектина. После того, как тесто раскатано, его помещают в форму для пирога и наполняют джемом или фруктовым желе. Полоски теста для покрытия обычно имеют толщину 3 мм, ширину 5 мм и образуют крестообразный узор.

## Употребление и хранение
Альпийский тарт можно есть горячим или холодным; после еды; на завтрак; с кофе или полдником. 
К тарту рекомендуется сладкое вино. 
Тарт может храниться два-три месяца, при этом сохраняя свой первоначальный вкус.